# العلاقات الأرمنية الأمريكية
العلاقات الأرمينية الأمريكية هي العلاقات الثنائية التي تجمع بين أرمينيا والولايات المتحدة.

## اتفاق الشراكة الإستراتيجية
وقّعت أرمينيا والولايات المتحدة ميثاق الشراكة الإستراتيجية في 14 يناير 2025، بهدف تعزيز العلاقات الثنائية من خلال التعاون في مسائل متعددة، تشمل الديمقراطية، السيادة، السلامة الإقليمية، والإصلاحات الاقتصادية والعسكرية.

## مقارنة بين البلدين
هذه مقارنة عامة ومرجعية للدولتين:
| وجه المقارنة                                              | أرمينيا                    | الولايات المتحدة                                                                                                  |
| --------------------------------------------------------- | -------------------------- | --- |
| المساحة (كم2)                                             | 29.74 ألف                  | 9.83 مليون |
| عدد السكان (نسمة)                                         | 2.93 مليون                 | 311.58 مليون |
| الكثافة السكانية (ن./كم²)                                 | 98.52                      | 31.7 |
| العاصمة                                                   | يريفان                     | واشنطن العاصمة |
| اللغة الرسمية                                             | لغة أرمنية                 | لغة إنجليزية |
| العملة                                                    | درام أرميني                | دولار أمريكي |
| الناتج المحلي الإجمالي (بليون دولار)                      | 11.54 مليار                | 19.39 تريليون |
| الناتج المحلي الإجمالي (تعادل القوة الشرائية) بليون دولار | 25.41 مليار                | 18.04 تريليون |
| الناتج المحلي الإجمالي الاسمي للفرد دولار أمريكي          | 3.49 ألف                   | 56.12 ألف |
| الناتج المحلي الإجمالي للفرد دولار أمريكي                 | 8.07 ألف                   | 54.63 ألف |
| مؤشر التنمية البشرية                                      | 0.743                      | 0.920 |
| رمز المكالمات الدولي                                      | +374                       | +1 |
| رمز الإنترنت                                              | .am، .հայ ‏                 | .us، حكومة، .mil، Edu.                                                                                            |
| المنطقة الزمنية                                           | ت ع م+04:00، توقيت أرمينيا | توقيت ساموا الأمريكية، توقيت أطلنطي موحد، منطقة زمنية وسطى، توقيت ألاسكا ‏، المنطقة الزمنية الجبلية، توقيت تشامرو ‏ |

## مدن متوأمة
في ما يلي قائمة باتفاقيات التوأمة بين مدن أرمينية وأمريكية:
- ترتبط غيومري مع الإسكندرية باتفاقية توأمة منذ 1988.
- ترتبط فاغارشابات مع فريسنو باتفاقية توأمة منذ 2004.[19][19][20][20]
- ترتبط يريفان مع لوس أنجلوس باتفاقية توأمة منذ 1965.
- ترتبط وانادزور مع باسادينا باتفاقية توأمة منذ 2006.
- ترتبط كابان مع غلينديل باتفاقية توأمة.

## منظمات دولية مشتركة
يشترك البلدان في عضوية مجموعة من المنظمات الدولية، منها:
| علم المنظمة | اسم المنظمة                               | تاريخ انضمام أرمينيا | تاريخ انضمام الولايات المتحدة |
| ----------- | ----------------------------------------- | -------------------- | ----------------------------- |
|             | وكالة ضمان الاستثمار متعدد الأطراف        | 5 ديسمبر 1995        | 12 أبريل 1988                 |
|             | منظمة الأمن والتعاون في أوروبا            | 30 يناير 1992        | 25 يونيو 1973                 |
|             | الاتحاد الدولي للاتصالات                  | 30 يونيو 1992        | 1 يوليو 1908                  |
|             | يونسكو                                    | 9 يونيو 1992         | 4 نوفمبر 1946                 |
|             | الأمم المتحدة                             | 2 مارس 1992          | 24 أكتوبر 1945                |
|             | بنك التنمية الآسيوي                       | 2005                 | 1966                          |
|             | المركز الدولي لتسوية المنازعات الاستشارية | 16 أكتوبر 1992       | 14 أكتوبر 1966                |
|             | البنك الدولي للإنشاء والتعمير             | 16 سبتمبر 1992       | 27 ديسمبر 1945                |
|             | مؤسسة التمويل الدولية                     | 18 أبريل 1995        | 20 يوليو 1956                 |
|             | منظمة الشرطة الجنائية الدولية             | ?                    | ?                             |
|             | مؤسسة التنمية الدولية                     | 25 أغسطس 1993        | 24 سبتمبر 1960                |
|             | الاتحاد البريدي العالمي                   | ?                    | ?                             |
|             | منظمة حظر الأسلحة الكيميائية              | ?                    | ?                             |
|             | الفريق المعني برصد الأرض                  | ?                    | ?                             |
|             | منظمة التجارة العالمية                    | 5 فبراير 2003        | ?                             |

## وصلات خارجية
- موقع وزارة الخارجية الأرمينية
- موقع وزارة الخارجية الأمريكية